# Ann Veronica
Ann Veronica é um romance do autor britânico H.G.Wells lançado originalmente em 1909.

## Síntese
O livro trata de temas como sufragismo, amor livre, sexualidade feminina e quebra de convenções sociais.